# Videocipher
VideoCipher è un sistema di accesso condizionato per segnali televisivi satellitari analogici utilizzato in passato negli USA. Il sistema VideoCipher fu introdotto nel 1983 da Linkabit Corporation, acquisita nel 1985 da MA/COM.  MA/COM, infine, è stata acquisita da General Instrument nel 1987. La tecnologia VideoCipher è controllata da Motorola Corporation.
Il sistema di criptatura (scrambling) di Videocipher fa uso dell'algoritmo DES. Con l'introduzione delle trasmissioni digitali satellitari il sistema VideoCipher ha perso la sua utilità ed è stato ufficialmente ritirato il 31 dicembre 2008.